# Sophia Ripley
Pour les articles homonymes, voir Ripley.
Sophia Ripley (3 juillet 1803 - Boston, 4 février 1861) est une féministe du XIXe siècle associée au transcendantalisme et à la communauté Brook Farm.

## Biographie
Enfant, Sophia Willard Dana doit se débrouiller seule aux côtés de ses sœurs, à la suite des nombreuses absences de son père en voyage à l'étranger. En 1823, les sœurs Dana décident de gagner leur vie en enseignant. À Cambridge, au Massachusetts, elles fondent une école réservée aux filles et Sophia Dana en devient la directrice.
Sophia Dana rencontre George Ripley pour la première fois au cours de sa dernière année d'études à la Harvard Divinity School en 1825. En 1826, le couple se fiancent, mais George Ripley n'informe pas ses parents immédiatement. Il demande à sa sœur Marianne Ripley de les informer, leur assurant que leur relation ne repose pas sur "une passion romantique ou soudaine" mais sur "la puissance intellectuelle, la valeur morale, la piété chrétienne profonde et vraie, le raffinement et la dignité du caractère".  Le couple se marie officiellement le 22 août 1827, lors d'une cérémonie présidée par Abiel Holmes.

## Transcendantalisme et militantisme
Sophia Ripley se lie d'amitié avec Margaret Fuller, journaliste et militante féministe américaine. Elle est l'une des premières femmes à assister à la première série de conversations organisées par Margaret Fuller. Les conversations sont des groupes de discussion réservés aux femmes où les participantes débattent sur une grande diversité de sujets, tels que l'art, l'éducation et les droits des femmes. 

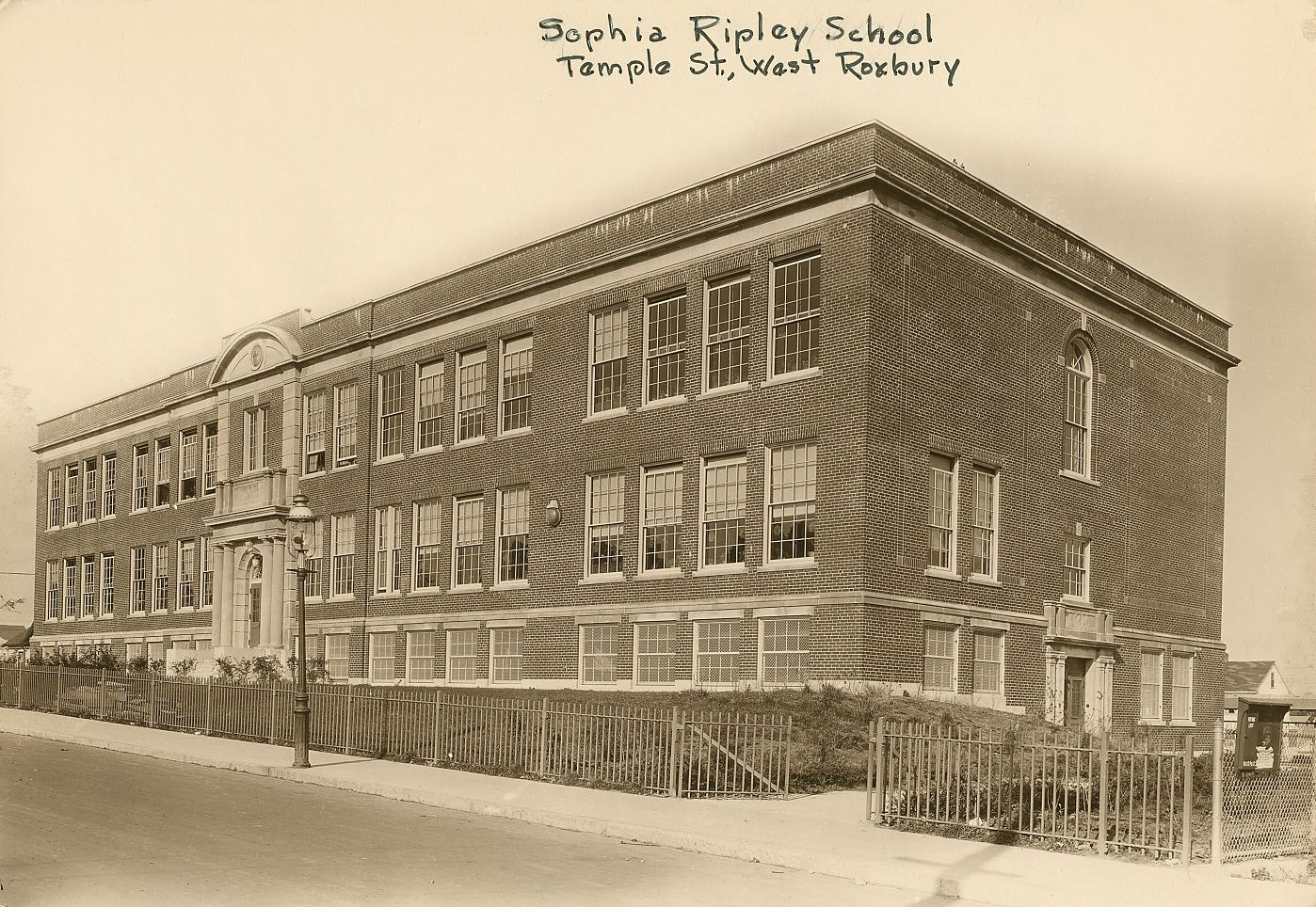
École Sophia Ripley, Temple St., West Roxbury, Boston. Photographie de Frank B. Conlin entre 1920 et 1960 environ. Collection de la division des archives et de la gestion des dossiers de la Ville de Boston.

Dans les années 1830, Sophia Ripley est également l'une des rares invitées régulières du Transcendental Club, un club dominé par les hommes. Elle est l'auteure d'un essai sur la condition féminine dans le magazine The Dial, publication principale des transcendantalistes à cette période.
En juillet 1841, The Dial publie une lettre ouverte de Sophia Ripley intitulée Letter from Zoar, un récit de son expérience dans une société communiste de séparatistes nommée Utopia à Zoar, Ohio, en 1837.

## Communauté utopique
Dans les années 1840, Sophia Ripley cofonde avec son mari une communauté utopique expérimentale appelée Brook Farm. Le couple est l'un des principaux partisans de l'expérience dans ses premières années. Avec sa belle-sœur Marianne Ripley, elle supervise l'école primaire de Brook Farm à l'aide d'une pédagogie progressiste axée sur l'enfant. Une méthode inspirée des réformes ultérieures de John Dewey.
Alors que George Ripley souhaite s'inspirer du concept de phalanstère de Charles Fourier, Sophia Ripley prend ses distances avec la communauté. Influencée en partie par le philosophe et essayiste Orestes Brownson, elle se convertit au catholicisme en 1846. Membre dévouée de l'Église, elle devient une religieuse reconnue. Les relations avec son mari deviennent conflictuelles dans les années 1850.
Sophia Ripley meurt en 1861, dans sa maison de Baker Street à Boston, située sur le tracé du Boston Women's Heritage Trail.